# Trichoniscus peyerimhoffi
Trichoniscus peyerimhoffi är en kräftdjursart som beskrevs av Albert Vandel 1955C. Trichoniscus peyerimhoffi ingår i släktet Trichoniscus och familjen Trichoniscidae. Inga underarter finns listade i Catalogue of Life.